# Sundhultsbrunn
Sundhultsbrunn, også Sunhultsbrunn eller Sunhult, er et byområde i Aneby kommun i Jönköpings län i Sverige.
Byen ligger ved søen Söljen og rummer kro, skole, et mindre frilandsmuseum og en Qstar-tankstation. Tidligere var der også en dagligvarebutik.
Den 11. april 2005 udspillede der sig et gidseldrama i området og Nationella insatsstyrkan blev tilkaldt. Ingen personer kom til skade ved gidseltagningen.

## Navnet
I bynavnet indgår Sundhult (skrevet Siwndult i 1386), som indeholder drengenavnet Siunde. -hult, hvis grundlæggende betydning er "skov". Navnet skrives i dag såvel Sundhultsbrunn som Sunhultsbrunn. Forskellige myndigheder benytter forskellige stavemåder. Aneby kommun anvender stavningen uden "d" og har også en anden navneforklaring. Også Posten og Vägverket (se billedet af byskiltet) foretrækker stavning uden "d", mens Lantmäteriet og SCB anvender "d"-stavningen.

## Infrastruktur
Sundhultsbrunn ligger langs med riksväg 32 mellem Mjölby og Eksjö. Der findes også småveje som fører til Tranås og den lille, nærliggende by Frinnaryd.
Fra byen kører der dagligt busser til Eksjö og Tranås. Også busser som skal videre til Stockholm, for eksempel Viking Lines busser, optager passagerer i Sundhultsbrunn.

## Erhvervsliv
I Sundhultsbrunn findes tankstation, kro, frisør og et byggefirma. Tidligere fandtes der også dagligvarebutik samt sy- og tøjbutik. I slutningen af 1990'erne fandtes der ved siden af tankstationen også en kiosk; denne blev dog på grund af dårlig lønsomhed nedlagt omkring årtusindskiftet.

## Seværdigheder
Naturen omkring og i Sundhultsbrunn er meget rig med blandt andet store udflugtsområder samt en badeplads ved Söljen. I byen findes der desuden to kirker, hvoraf den ene ligger i byområdet (Allianskyrkan). I den centrale del af byen, lige ved siden af Allianskyrkan, findes et torv som ikke bruges ret meget. Men indimellem arrangerer hjemstavnsforeningen her et loppemarked, hvilket blandt andet plejer at ske omkring Luciadag.